# 防犯灯

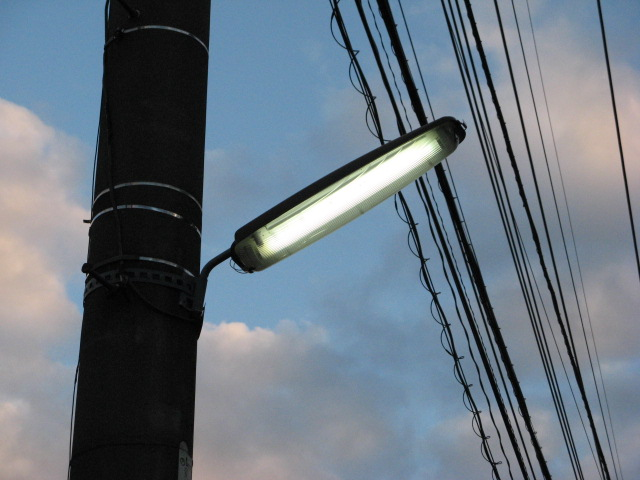
防犯灯

防犯灯（ぼうはんとう）とは、防犯を目的として街路などに設置した電灯のことである。

## 概要
防犯灯は街路に設置されている街灯の一種で、道路照明灯より照射範囲が狭い。一個あたりの値段が安く、電気代が安いために様々な場所に設置されている。また新たに柱を立てずに、電柱等を利用して設置した場合では設置工事費が安いことも特徴であり、住宅地などの比較的狭く交通量の少ない道路に多い。
防犯灯とは、夜間不特定多数の人が通行する生活道路で、暗くて通行に支障がある場所や、防犯上不安のある場所に設置される電灯のことで、設置場所の状況に応じて、電柱に共架したものや、専用の柱（照明柱）を建て取付を行うタイプのものがある。なお、照明柱は公共用の電柱や信号柱などとともにユーティリティポールとしてまとめられることがある。

## 設置と管理
市町村が設置・維持管理の全てを行う場合、市町村が設置し自治会・町内会によって維持管理されている場合、設置・維持管理の全てを自治会・町内会が行う場合等、設置と維持管理の方法は市町村により様々な形態がある。自治会・町内会が設置や維持管理を行っている場合は、市町村が費用の一部を補助している場合が多い。
昼間に点灯している防犯灯は明暗センサーが故障している可能性が高く、修理をする必要がある。この場合の連絡先は、役所の道路課（場所により名称が異なる）または商店街等で、電柱に貼り付けられた管理番号と共に連絡する。ただし、明暗センサーは設置時にコストがかかるが、電気代は定額の場合もあり、はじめからセンサーを設置していない場合もある。

## 青色防犯灯
2005年頃から日本において、青色防犯灯が防犯に対して有効との情報に基づき全国的に設置の動きが起こった。2005年、日本のクイズ番組等で、イギリスのグラスゴー市において青色の街灯を設置したところ犯罪が減少したとする事例が紹介され、これを受けて奈良県警察が設置に取り組んだことに始まる。ところが、グラスゴー市の事例で犯罪発生数が減少したという確かなデータはなく、実際には市内のBuchanan通りにおいて景観改善のために街灯をオレンジ色から青色に変えたところ、同地域にたむろしていた麻薬常習者が腕の静脈を視認できなくなり、仕方なく他の地域に移ったことから、麻薬常習者の検挙率に限って40%下がっただけであった。先述のクイズ番組では、青色には人の副交感神経に作用して落ち着かせるという鎮静効果と心理的に人を冷静にさせる効果があるという、心理カウンセラーの解釈が紹介された。青色光は（晴天時に限っては）見通しが良く、遠目が効くとともに、犯罪者が犯罪をあきらめる等の防犯効果が期待されたことがあった。しかしながら防犯のメカニズムについては心理学的な因果が立証されているわけではない。
一般に街灯に用いられている白色光に比して波長の短い青色は雨天や霧の中では極度に視認性が低下する。また、街灯に多く用いられる白色蛍光灯を同ワット数の青色蛍光灯に置き換えると、全光束は1/2〜1/5に低下する。このため、防犯カメラの効果が損なわれたり、交通事故等の発生を助長する危険性があり、安易な設置には慎重を期する必要がある。社団法人日本防犯設備協会が国からの依頼で、青色防犯灯について検証した際の報告によれば、期待されたような利点は認められないという結論に至っている。さらに、政府の都市再生本部で採用され、2008年から2009年にかけて実施されたプロジェクトのように、青色防犯灯を導入後一定期間を経過すると逆に犯罪が増えた事例も報告されている。
このように防犯効果が科学的に実証されていないにも関わらず、自殺防止や事故防止などを目的に青色灯の設置が進められているとの指摘も出ているが、自殺防止効果については、駅や踏切などに取り付けられた青色灯について一定の効果が認められたとの研究結果も出ている。

## テレビ番組
- 日経スペシャル ガイアの夜明け ニッポンを照らせ！～“光”が人と街を元気にする～（2008年12月23日、テレビ東京）[8]。- 青色の外灯が人に与える影響を取材。